# Oshkosh M-ATV

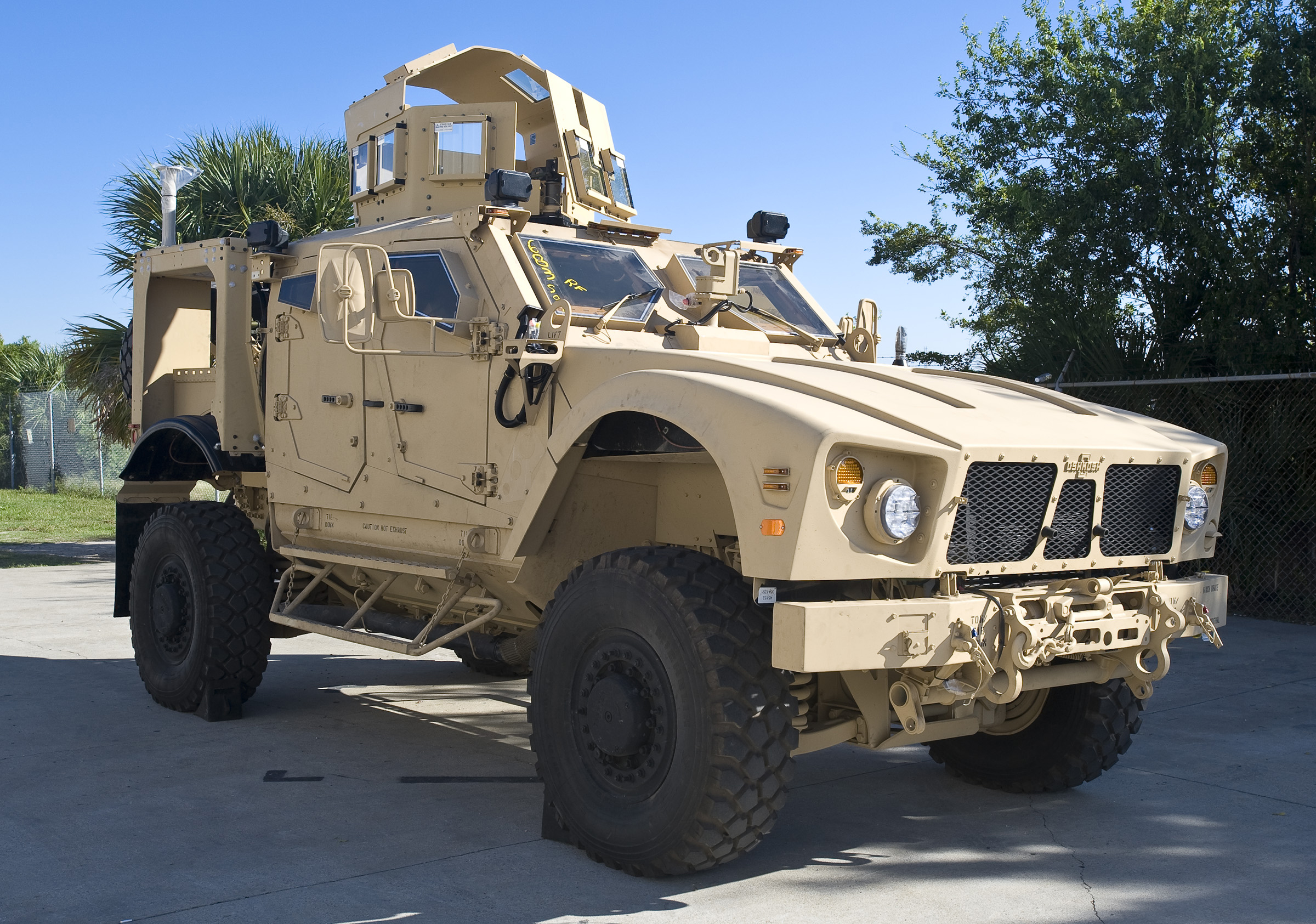

Oshkosh M-ATV är ett amerikansktillverkat bepansrat fordon för persontransport. Det är Rapid Response Vehicle (JERRV) - snabbutryckningsfordon och Mine Resistant Ambush Protected (MRAP) - min och överfallsskyddat, och som används för relativt lätta patruller och konvojer. 
Modellen har många likheter med andra fordon av samma slag. Oshkosh M-ATV designades 2009 och har en besättning om 4 passagerare och 1 skytt. Oshkosh M-ATV har Plasan kompositbepansring, och vanligen en kulspruta 7,62mm (.308) M240. Alternativ beväpning inkluderar en 40 mm Mk 19 granatkastare eller BGM-71 TOW anti-pansar-missil. Standardmotor är en 7,2 liter Caterpillar C7 turbodiesel på 375 hästkrafter (276 kW). Fordonet väger 11 ton och har fyrhjulsdrift (4x4). Fjädringsvägen är drygt fyra decimeter. Priset för en bil är cirka 470 000 US-dollar. Maxhastigheten på landsväg är omkring 105 km/h och räckvidden är 515 km.
Genom att undersidan är V-formad och bepansrad kommer minor som exploderar att rikta kraften mot sidan, vilket ökar fordonets chanser att klara sig. Den designen finns även hos den sydafrikanska Buffalo som haft sådan sedan 1978. 
Företaget Oshkosh är baserat i staden Oshkosh, Wisconsin i USA.